# Andy Heyward
Andrew A. Heyward (New York, 19 februari 1949) is de voormalig voorzitter en Chief Executive Officer van DIC Entertainment, een Amerikaanse televisie- en filmproductiemaatschappij.
Op 23 juli 2008 werd DIC volledig overgekocht door de Cookie Jar Group. Tegenwoordig bestuurt Heyward een animatiebedrijf genaamd A Squared, dat hij tezamen met zijn vrouw Amy Moynihan oprichtte.